# Шишлівці
Ши́шлівці — село в Ужгородському районі Закарпатської області на річці Уж.

## Герб
Щит розтятий лазуровим і червоним. У першій частині срібний леміш плуга, що супроводжується знизу лазуровою квіткою на зеленому стеблі з зеленим листям, яка виходить з лівого нижнього кута в перев'яз справа. У другій частині золотий дубовий лист і срібний сувій, покладені в косий хрест, і лопати, що супроводжуються знизу встромленим у зелений пагорб чорним черешком.

## Історія
В південно-західній частині Шишківців, за залізничним переїздом — поселення провінційно-римської культури.
Перша згадка про село відноситься до 1323 року. В ній говориться, що село належало землевласникам із Чічаровець (нині — Східна Словаччина). В письмових джерелах село відоме під назвами: «Syslocz», «Zysluch». Є підстави вважати, що назва села виникла в слов'янському мовному середовищі не пізніше ХІ — ХІІ ст. Згідно з джерелами XIV—XV ст., Шишлівці продовжували належати землевласникам із Чічаровець. Одна гілка з них до свого прізвища додавала прикладку «шишловецькі». В 1413 році власники Шишлівців продали село Лелеському монастирю, у власності якого воно перебувало ще в XVII ст.
У 1427 році Шишлівці були оподатковані від 9-ти порт. Тоді в селі нараховувалося 10 житлових будинків. В 1459 році тут мешкали уже 23 селянські родини. В другій половині XVII ст. кількість селянських господарств значно зменшилась. Оподаткуванню підлягало лише 6 господарств, які володіли 2-ма портами. Згідно з даними за 1599 рік, у селі нараховувалось 13 господарств. Тоді Шишлівці вважалися малим поселенням, в якому жили винятково залежні селяни. В 1715 році в селі налічувалося 9 господарств, серед яких 8 селянських і одне кріпацьке.
Джерела другої половини XVIII ст. вважають Шишлівці мадярським селом.

## Політика

### Парламентські вибори, 2019
На позачергових парламентських виборах 2019 року у селі функціонувала окрема виборча дільниця № 210608, розташована у приміщенні дитячого садка.
Результати
- зареєстровано 297 виборців, явка 44,78 %, найбільше голосів віддано за «Слугу народу» — 45,97 %, за «Опозиційну платформу — За життя» — 14,52 %, за Всеукраїнське об'єднання «Батьківщина» — 8,87 %.[2] В одномандатному окрузі найбільше голосів отримав Йосип Борто (самовисування) — 54,26 %, за Роберта Горвата (самовисування) — 12,40 %, за Олександра Пекаря (Слуга народу) — 8,53 %[3].

## Релігія
Храм Різдва пр. богородиці. 1872.
Парохія існує з XVIII ст. В 1940 р. в селі було 173 греко-католики, 139 римо-католиків і 5 реформатів.
Невелику муровану церкву зруйнували після зняття з реєстрації в 1964 р. Тоді розібрали башту, іконостас і все інше майно з храму винесли і спалили. Церква була перетворена на спортивний зал.
У 1991 р. люди почали ремонтувати наву, відбудували вежу і вкрили її конічним шатром. Інтер'єр побілили, а на малювання і новий іконостас поки що бракує коштів. У 1950 р. місцевий греко-католицький священик Георгій Чурґович (1905—1972) був засуджений на 25 років каторги.

## Туристичні місця
- Меморіальна дошка Іштвану Добо, було урочисто відкрито у грудні 2009 року.
- Храм Різдва пр. богородиці. 1872.